# Ferdinand Oyono
Pour les articles homonymes, voir Oyono.
Ferdinand Léopold Oyono, né le 14 septembre 1929 à Ngoulemakong, près de Ebolowa (Cameroun), et mort le 10 juin 2010 à Yaoundé, est un écrivain, diplomate et homme politique camerounais.

## Jeunesse et études
Ferdinand Léopold Oyono est né le 14 septembre 1929 à Ngoulemakong, dans l'actuel département de la Mvila (Région du Sud). Diplomate et homme politique, il est également auteur de trois romans publiés à la fin des années cinquante. Après des études secondaires au Lycée Général Leclerc de Yaoundé, Ferdinand Léopold Oyono s'envole pour la France où il s'inscrit au lycée de Provins . Il poursuit ensuite ses études supérieures en droit à la Sorbonne avant d'entrer à l'École nationale d'administration (ENA) de Paris en section diplomatique. 

## Œuvres: la trilogie romanesque
À la fin des années 1950, Ferdinand Léopold Oyono publie en langue française trois romans qui ont trait à la vie quotidienne en Afrique de l'Ouest à l'époque coloniale. En mettant en cause aussi bien l'administration que la police ou l'Église des missionnaires, ils feront scandale dans cette période de décolonisation. 
- Une vie de boy, publié en 1956, est centré sur le personnage de Toundi, boy instruit placé chez le commandant d'un district de la colonie française. Le roman dénonce les pratiques autoritaires de la colonisation et au-delà, la négation de l'humanité des colonisés à qui on ne pardonne pas de quitter leur place en découvrant l'envers du décor des maîtres blancs. La place faite à la frustration sexuelle de Toundi vis-à-vis de sa patronne blanche et les turpitudes intimes de celle-ci offrent par ailleurs une approche renouvelée du problème colonial.
- Le Vieux Nègre et la médaille, publié en 1956, se concentre sur la date symbolique du 14 juillet, fêtée dans un district éloigné. Ce jour-là, Meka, qui a donné des terrains aux missionnaires pour leur église et dont les deux fils sont morts à la guerre, est d'abord heureux d'être honoré par une médaille de reconnaissance de la France, à laquelle tous ses proches applaudissent. En deux jours, après une cérémonie qui tourne au grand-guignol et une nuit d'humiliation, le vieil homme prend conscience que ce 14 juillet n'est en fait qu'une mise en scène hypocrite des pouvoirs coloniaux qui parlent d'amitié en maintenant une stricte exclusion des colonisés. La solidarité africaine qui l'entoure à la fin du roman constitue un contrepoint politique et, avec la fierté retrouvée du peuple colonisé, une réponse à la colonisation des Blancs.
- Chemin d'Europe, publié en 1960, est un récit à la première personne dans lequel le narrateur, Aki Bernabas est un jeune camerounais rêvant de poursuivre ses études en France. Il entrera en contact avec la communauté blanche établie dans son pays en exerçant divers petits métiers.

Ces œuvres qui associent des registres variés, avec des pages drôles ou grinçantes ou émouvantes, ont marqué les esprits dans cette période où s'esquisse la décolonisation et Ferdinand Oyono n'a pas exploré d'autres sujets en cessant d'écrire des romans depuis 1960.
Ferdinand Léopold Oyono est considéré comme l’un des grands écrivains d’Afrique. Son roman Le Vieux Nègre et la médaille figure parmi les 100 meilleurs livres africains du XXe siècle, un ouvrage traduit dans le monde entier. Ses romans sont déjà considérés par certains comme des classiques.

## Carrière
Après avoir été écrivain, il exerce différentes fonctions en tant qu’Ambassadeur puis Ministre au Cameroun. 

### Ambassadeur du Cameroun
Il débuta en 1959 une carrière de haut fonctionnaire avant de devenir ambassadeur du Cameroun dans différentes représentations diplomatiques du Cameroun de 1962 à 1984 :
- Ministre plénipotentiaire auprès de la CEE à Bruxelles en 1962.
- Ambassadeur du Cameroun au Liberia de 1963 à 1965.
- Ambassadeur du Cameroun dans les pays du Benelux et auprès de la CEE de 1965 à 1968.
- Ambassadeur représentant permanent du Cameroun aux Nations unies de 1969 à 1974.
- Ambassadeur du Cameroun en Grande-Bretagne et dans les Pays Scandinaves en 1984.

### Fonctions ministérielles
Il est ensuite nommé à différentes fonctions ministérielles :
- Secrétaire général de la présidence de la république du Cameroun de 1985 à 1987.
- Ministre chargé de l’urbanisme et de l’habitat du Cameroun de 1987 à 1990.
- Ministre des Relations extérieures du 27 novembre 1992 au 7 décembre 1997.
- Ministre d’État, ministre de la Culture en 1997. Il met en place les sociétés de droits d’auteur.

### Autres fonctions
- Vice-président de la Conférence mondiale sur les droits de l'homme à Vienne en 1993.
- Président du Conseil des ministres de l’OUA en 1996.
- Ambassadeur itinérant à la présidence de la république du Cameroun en 2009.

Il meurt le 10 juin 2010 à Yaoundé, au Cameroun. Il est enterré à Ngoazip.